# Баскаков Сергій Олексійович
Сергій Олексійович Баскаков (нар. 19 травня 1911, місто Санкт-Петербург, тепер Російська Федерація — 4 червня 1988, місто Москва, Російська Федерація) — радянський партійний діяч, завідувач промислово-транспортного відділу ЦК КПРС по РРФСР, завідувач відділу важкої промисловості, транспорту і зв'язку ЦК КПРС по РРФСР, 2-й секретар Молотовського обласного комітету ВКП(б). Член Центральної Ревізійної Комісії КПРС у 1961—1971 роках. Депутат Верховної Ради Російської РФСР 3-го, 5—6-го скликань.

## Життєпис
У липні 1925 — жовтні 1927 року — учень слюсаря оптичного заводу міста Ленінграда. У жовтні 1927 — липні 1930 року — слюсар державного механічного заводу.
У 1930—1932 роках — студент Московського індустріально-педагогічного інституту імені Карла Лібкнехта.
Член ВКП(б) з 1931 року.
У 1932—1935 роках — студент Уральського індустріального інституту імені Кірова, інженер-механік.
У грудні 1935 — червні 1936 року — технолог, майстер цеху, в червні 1936 — червні 1937 року — заступник начальника цеху, в червні 1937 — липні 1942 року — начальник цехів № 13, № 8, № 16, у липні 1942 — квітні 1943 року — заступник головного інженера заводу № 172 імені Молотова Мотовилихи (міста Молотова) Пермської (Молотовської) області.
У квітні 1943 — червні 1944 року — 1-й секретар Молотовського районного комітету ВКП(б) міста Молотова.
У червні 1944 — травні 1946 року — партійний організатор ЦК ВКП(б) заводу № 172 імені Молотова Молотовської області.
У травні 1946 — липні 1947 року — заступник секретаря Молотовського обласного комітету ВКП(б) із машинобудування.
У липні 1947 — листопаді 1948 року — 3-й секретар Молотовського міського комітету ВКП(б).
У листопаді 1948 — січні 1950 року — голова Молотовської обласної ради профспілок.
У січні 1950 — листопаді 1951 року — 2-й секретар Молотовського обласного комітету ВКП(б).
У 1951—1953 роках — заступник начальника II-го головного управління при Раді міністрів СРСР.
У 1953—1954 роках — начальник Політичного управління Міністерства середнього машинобудування СРСР — заступник міністра середнього машинобудування СРСР.
У 1954—1956 роках — заступник завідувача відділу оборонної промисловості ЦК КПРС.
У березні 1956 — 1962 року — завідувач промислово-транспортного відділу ЦК КПРС по РРФСР.
У 1962 — травні 1966 року — завідувач відділу важкої промисловості, транспорту і зв'язку ЦК КПРС по РРФСР.
У травні 1966 — 1983 року — заступник завідувача відділу важкої промисловості (і енергетики) ЦК КПРС 
З 1983 року — персональний пенсіонер союзного значення в місті Москві.
Помер 4 червня 1988 року в місті Москві. Похований на Кунцевському цвинтарі Москви.

## Нагороди
- орден Леніна
- два ордени Трудового Червоного Прапора
- орден Червоної Зірки
- медаль «За доблесну працю. В ознаменування 100-річчя з дня народження Володимира Ілліча Леніна»
- медаль «Ветеран праці»
- медалі